# Straszyn
Straszyn (Duits: Straschin) is een dorp in de Poolse woiwodschap Pommeren. De plaats maakt deel uit van de gemeente Pruszcz Gdański en telt 3600 inwoners.

## Verkeer en vervoer
- Station Straszyn Prędzieszyn